# Lilli Pilli, New South Wales
Lilli Pilli este o suburbie în Sydney, Australia.